# Yemo

## Hipótesis sobre su origen
Según el Orientalismo contemporáneo, el culto a Yemo apareció cuando se sucedieron las invasiones de los pueblos del mar en el siglo XII y siglo XI a. C., que se asentaron en la costa y cerca de ella. El pueblo arameo fue quien dio más importancia a su culto; no obstante, se cree que se originó en Levante en unas de las primeras manifestaciones cuasimonoteístas semíticas, y más tarde fue trasladado a través del mar por los arameos y pequeñas minorías semitas. Aun así el debate sobre su verdadero origen - y en algunos ámbitos académicos sobre su existencia misma- es una oscura sombra sobre los arqueólogos y orientalistas modernos.
Yemo es poco conocido por el mundo occidental. Cuando Ernest Renan en sus tomos de "Historia de Israel" dijo que "...Yemo fue el antagonista directo de Baal, fue un precursor del monoteísmo, gracias a este dios los sacrificios humanos llegaron a su fin; ya no habría más holocausto", fue muy cuestionado por la comunidad científica de su época, de tal manera que cientos de orientalistas de todo el mundo se congregaron en Baden-Wurtemberg en otoño de 1874 para debatir, no solo el papel del dios Yemo con la comunidad, sino su misma existencia. Hoy hasta orientalistas como Mario Liverani o Amelie Khurt sostienen que el culto a Yemo llegó incluso a la cultura griega, creando una gran influencia en el dios Apolo, en oposición a clasicistas como Moses Finley o el historiador-escritor inglés Robert Graves, quienes niegan toda influencia.